# Sing Along
«Sing Along» — песня в стиле поп, написанная шведским певцом и исполнителем Пером Гессле для его сольного альбома «Party Crasher». Она была выпущена в качестве второго сингла 4 февраля 2009 года в двух изданиях — красном и зеленом картонных конвертах (см. иллюстр.).
Акустическая версия песни была исполнена вживую на шведском телеканале TV4 в утренней программе «Nyhetsmorgon» 6 декабря 2008 года. Песню исполняли: Пер Гессле и Хелена Юсефссон (вокал), Кларенс Эверман (клавишные), Магнус Бёрьессон (бас-гитара), Йонас Исакссон (акустическая гитара).

## Критика
Когда Андерс Нунстед, журналист шведской газеты Expressen писал обзор альбома «Party Crasher», он отметил, что «Хелена Юсефссон, которая поёт как британский соловей из 60-х на пластинке „Son of a Plumber“, выделяется. Сильная баллада à la „Joyride“».

## Список композиций
Шведский CD-сингл

(4 февраля, 2009)
1. «Sing Along» (Radio Edit) — 3:25
2. «Theme From Roberta Right» — 3:05
3. «Sing Along» (Album Version) — 4:01

## Над релизом работали
- Вокал: Пер Гессле и Хелена Юсефссон
- Исполнители и продюсеры: Кларенс Эверман, Кристофер Лундквист, Пер Гессле
- Записано на студии «Aerosol Grey Machine», Валларум, между январем и сентябрем 2008 года
- Инженер звукозаписи: Кристофер Лундквист
- Смикшировано: Ronny Lahti.
- Текст и музыка: Per Gessle (композиции 1 и 3).
- Текст Пер Гессле, музыка Габриэль Гессле и Пер Гессле (2).
- Публикуется компанией Jimmy Fun Music.
- Дизайнер: Pär Wickholm.
- Фото: Åsa Nordin-Gessle (на обложке сингла указана как «Woody»).

## Чарты
| Chart (2009)      | Максимальная позиция |
| ----------------- | -------------------- |
| Sverigetopplistan | 41                   |